# Never Leave You (Uh Oooh, Uh Oooh)
Never Leave You (Uh Oooh, Uh Oooh) è il singolo di esordio della cantante statunitense Lumidee, ed attualmente, il suo brano di maggior successo. Il singolo è stato poi inserito nel primo album della cantante Almost Famous. Il brano vede la partecipazione dei due famosi rapper Busta Rhymes e Fabolous. È stata registrata anche una versione con 50 Cent.
Il singolo esce nei negozi nell'estate 2003, per l'etichetta indipendente Straight Face, e dopo essere partito in sordina, raggiunge la vetta di diverse classifiche in tutto il mondo, grazie alla massiccia programmazione radiofonica che viene riservata al brano. Nell'autunno dello stesso anno infatti il singolo "Never Leave You (Uh Oooh, Uh Oooh)" raggiunge la posizione numero uno di Italia, Svizzera, Paesi Bassi e Belgio.

## Tracce
1. Never Leave You (Uh-Oooh) (Original Mix) 3:06
2. Never Leave You (Uh Oooh, Uh Oooh) (Uh Oooh Remix) 3:33
3. Never Leave You (Uh-Oooh) (Anthony Acid & DJ Skribble Remix (Radio Cut)) 3:44
4. Never Leave You (Uh Oooh, Uh Oooh) (Video)

## Il video
Il video di "Never Leave You (Uh OooH, Uh Oooh)" è stato diretto dal regista Nzingha Stewart, e trasmesso per la prima volta nel giugno 2003.

## Classifica italiana
| Posizione | 7 | 6 | 2 | 3 | 1 | 4 | 7 | 7 | 6 | 10 | 14 | 13 | 17 | 17 |

## Classifiche internazionali
| Paese         | Posizione massima |
| ------------- | ----------------- |
| Italia        | 1                 |
| Svizzera      | 1                 |
| Austria       | 4                 |
| Francia       | 12                |
| Olanda        | 1                 |
| Belgio        | 1                 |
| Norvegia      | 15                |
| Danimarca     | 2                 |
| Australia     | 33                |
| Nuova Zelanda | 25                |

## Altri utilizzi
Nel 2021 la canzone è stata campionata nel singolo Kiss My (Uh-Oh) di Anne-Marie e delle Little Mix. Altro brano che campiona la canzone è Stay Never Leave You di Kriss Kross Amsterdam, Conor Maynard e SEA.